# Ventilation oscillatoire à haute fréquence

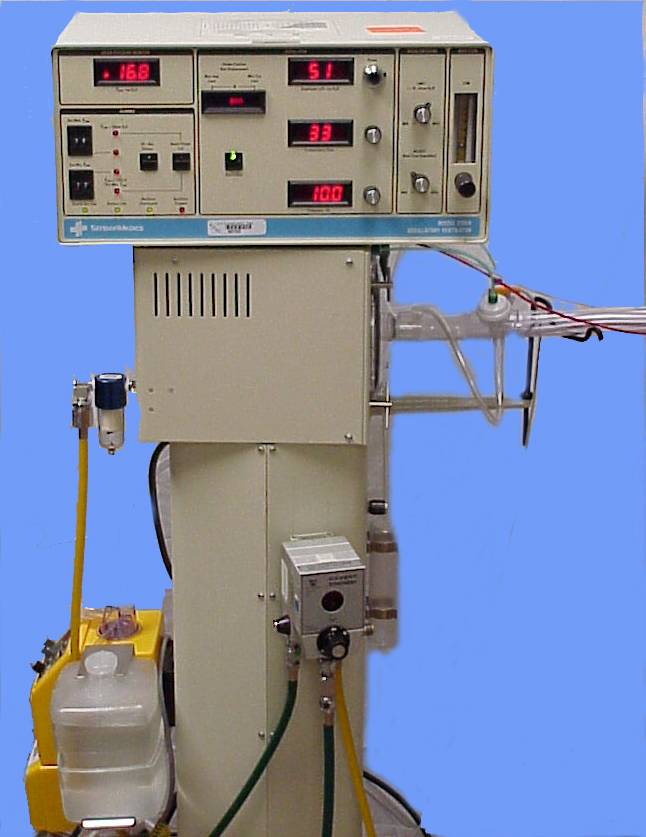

La ventilation oscillatoire à haute fréquence est une technique avancée de support ventilatoire qui utilise des fréquences entre 2  et   5 hertz. L'oscillation (de très faible amplitude par rapport à une ventilation conventionnelle) permet d'éviter les dommages alvéolaires causés par les ouvertures et fermetures des alvéoles endommagées (forces de cisaillement). Le niveau de pression positive continue auquel se superpose l'oscillation est ajusté en fonction des objectifs d'oxygénation en essayant de maintenir le poumon dans une zone de compliance favorable.

## Historique
Elle a été testée pour la première fois au début des années 1970.

## Principes
Lors d'une ventilation mécanique classique, l'imposition de volumes trop importants peut distendre les poumons, ce qui peut entraîner des complications. De même, l'utilisation d'une PEP (pression expiratoire positive) a pour conséquence un collapsus alvéolaire à chaque cycle respiratoire ce qui pourrait être mécaniquement délétère.
Le principe  de la ventilation à haute fréquence et à bas volume est de maintenir les poumons (et les alvéoles) en inflation permanente. 
Les échanges gazeux sous ce type de ventilation sont le résultat de plusieurs mécanismes agissant en série ou en parallèle dans différentes zones des voies aériennes et sont suffisants pour maintenir une oxygénation adéquate.

## Efficacité
De même, chez le prématuré, ce type de ventilation peut être délétère.